# Д’Эпине де Сен-Люк, Тимолеон
Тимолеон д'Эпине, маркиз де Сен-Люк (фр. Timoléon d'Espinay, marquis de Saint-Luc; 1580 — 12 мая 1644, Бордо) — маршал Франции, граф д'Эстелан, рыцарь орденов короля (31.12.1619).

## Биография
Старший сын барона Франсуа де Сен-Люка, великого магистра артиллерии, и Жанны де Коссе-Бриссак.
Начал службу в 1596 при осаде Ла-Фера, в 1597 участвовал в осаде Амьена.
1 октября 1597 получил должности губернатора Бруажа и островов Сентонжа, доставшиеся ему после смерти отца, погибшего при Амьене.
В 1603 сопровождал Сюлли, направленного послом в Лондон.
В 1617 произведен в лагерные маршалы, в том же году под командованием Шарля Овернского участвовал в осаде Суассона, где погиб маршал д'Анкр. 5 июля 1620 стал командиром полка д'Эпине. Командовал одним из штурмов при осаде Сен-Жан-д'Анжели, подчинившегося королю 23 июня 1621. 5 июля отставлен от командования полком.
В 1622 назначен вице-адмиралом Франции, в том же году внес большой вклад в победу над мятежниками Ла-Рошели, когда король переправился на остров Ре и изгнал оттуда герцога де Субиза 16 апреля.
В 1625—1626 в качестве лагерного маршала служил в армии в Они, под командованием маршалов Пралена и Темина.
Во время второй осады Ла-Рошели 15 сентября 1625 вместе с герцогом де Ларошфуко и сеньором де Ториа высадился на острове Ре под огнём восьмисот мятежников, занявших позицию на берегу, и заставил гугенотов отступить. В то время, как герцог де Монморанси атаковал флот ларошельцев, Сен-Люк, Ларошфуко и Ториа разгромили в жестоком бою герцога де Субиза. 800 гугенотов полегли на месте, католики взяли два знамени и четыре орудия. Часть беглецов утонула в болоте, а те, кто смогли добраться до форта Сен-Мартен, вскоре были вынуждены сдаться.
30 января 1627 после отставки маршала Темина был назначен лейтенант-генералом губернаторства Гиени. В тот же день был произведен в маршалы Франции и ему было возвращено командование полком д'Эпине; он назначил своего сына командовать им в своё отсутствие. Отказался от губернаторства в Бруаже и на островах Сентонжа в пользу королевы-матери.
16 августа 1636 был назначен командовать парижским гарнизоном, в отсутствие герцога де Монбазона. В апреле 1641 вместе с сыном покинул свой полк.

## Семья

Герб дома д'Эпине де Сен-Люк

1-я жена (июль 1602): Генриетта де Бассомпьер (ок. 1582—1609), дочь Кристофа де Бассомпьера (ум. 1596) и Луизы Пикар, дамы де Радеваль (ок. 1552—1615), сестра маршала Бассомпьера
Дети:
- Франсуа II д'Эпине, маркиз де Сен-Люк (ок. 1603—1670). Жена (1643): Анна де Бюад де Паллю (ок. 1620—1665), дочь Анри де Бюада, графа де Фронтенака (1585—1623), и Анны де Фелипо (1595—1632)
- Луи д'Эпине де Сен-Люк (ок. 1604—1644), граф д'Эстелан
- Рене д'Эпине де Сен-Люк (ок. 1606—1639), дама д'Экто, Сен-Лоран де Бредеван и Сен-Совер де Прето. Муж (27.06.1626): Франсуа II д'Аркур, маркиз де Бёврон (1598—1658)
- Генриетта д'Эпине де Сен-Люк (ум. 1671), аббатиса Сен-Поль де Суассона в 1662—1664

2-я жена (12.06.1627): Мари-Габриель де Ла Гиш (ок. 1596—1632), дочь маршала Франции Жана-Франсуа де Ла-Гиша (ок. 1569—1632) и Анны де Турнон (ум. 1614)
Бастарды от Шарлотты Груссо:
- Пьер, бастард д'Эпине де Сен-Люк (ум. после 1701), называемый «аббатом Рошфора», кюре в Рикарвиле
- Маргерит, легитимирована в 1638
- Франсуаз-Катрин (ум. 1698), легитимирована в 1638, аббатиса Сен-Поль де Суассона в 1664—1694
- Изидора (ум. после 1722), коадъютриса, затем с 1694 аббатиса Сен-Поль де Суассона